# Schoenus elegans
Schoenus elegans är en halvgräsart som beskrevs av Stanley Thatcher Blake. Schoenus elegans ingår i släktet axagssläktet, och familjen halvgräs. Inga underarter finns listade i Catalogue of Life.